# Hallersches Haus
Dom Hallerów (Hallersches Haus) – budynek manierystyczny położony w Norymberdze przy Karlstraße.  Obecnie mieści się tutaj muzeum zabawek.